# لولا كيويتو
لولا كيويتو (بالإسبانية: Lola Cueto)‏ هي رسامة وأستاذة جامعية مكسيكية، ولدت في 2 مارس 1897 في أزكابوتزالكو في المكسيك، وتوفيت في 24 يناير 1978 في مدينة مكسيكو في المكسيك.